# تاکاشی اوداوارا
تاکاشی اوداوارا (انگلیسی: Takashi Odawara؛ زادهٔ ۳ دسامبر ۱۹۹۲) بازیکن فوتبال است.